# Pardoned
Pardoned è un cortometraggio muto del 1915 sceneggiato e diretto da Thomas Ricketts.

## Produzione
Il film fu prodotto dalla American Film Manufacturing Company come American Star.

## Distribuzione
Distribuito dalla Mutual Film, il film - un cortometraggio in tre bobine - uscì nelle sale cinematografiche USA il 9 ottobre 1915.